# Coprinus comatus
Coprinus comatus (Christian Hendrik Persoon, 1797), sin., între altele, Agaricus cylindricus (Jacob Christian Schäffer, 1774), sau Agaricus comatus (Otto Friedrich Müller, 1780), din încrengătura Basidiomycota în familia Agaricaceae și de genul Coprinus este o ciupercă comestibilă, cunoscută în popor sub denumirea burete cu perucă, burete de cerneală sau căciula șarpelui. Ea este o specie saprofită care crește în România, Basarabia și Bucovina de Nord pe sol bogat în substanțe organice în grupuri mari, pe marginea de drumuri pietruite, în păduri, prin pajiști, fânețe, grădini și parcuri, de la câmpie până la munte, din aprilie până în noiembrie.

## Descriere
Ordinul Agaricales este de diversificare foarte veche (între 178 și 139 milioane de ani), începând din timpul perioadei geologice în Jurasic în diferență de exemplu cu genul Boletus (între 44 și 34 milioane de ani).

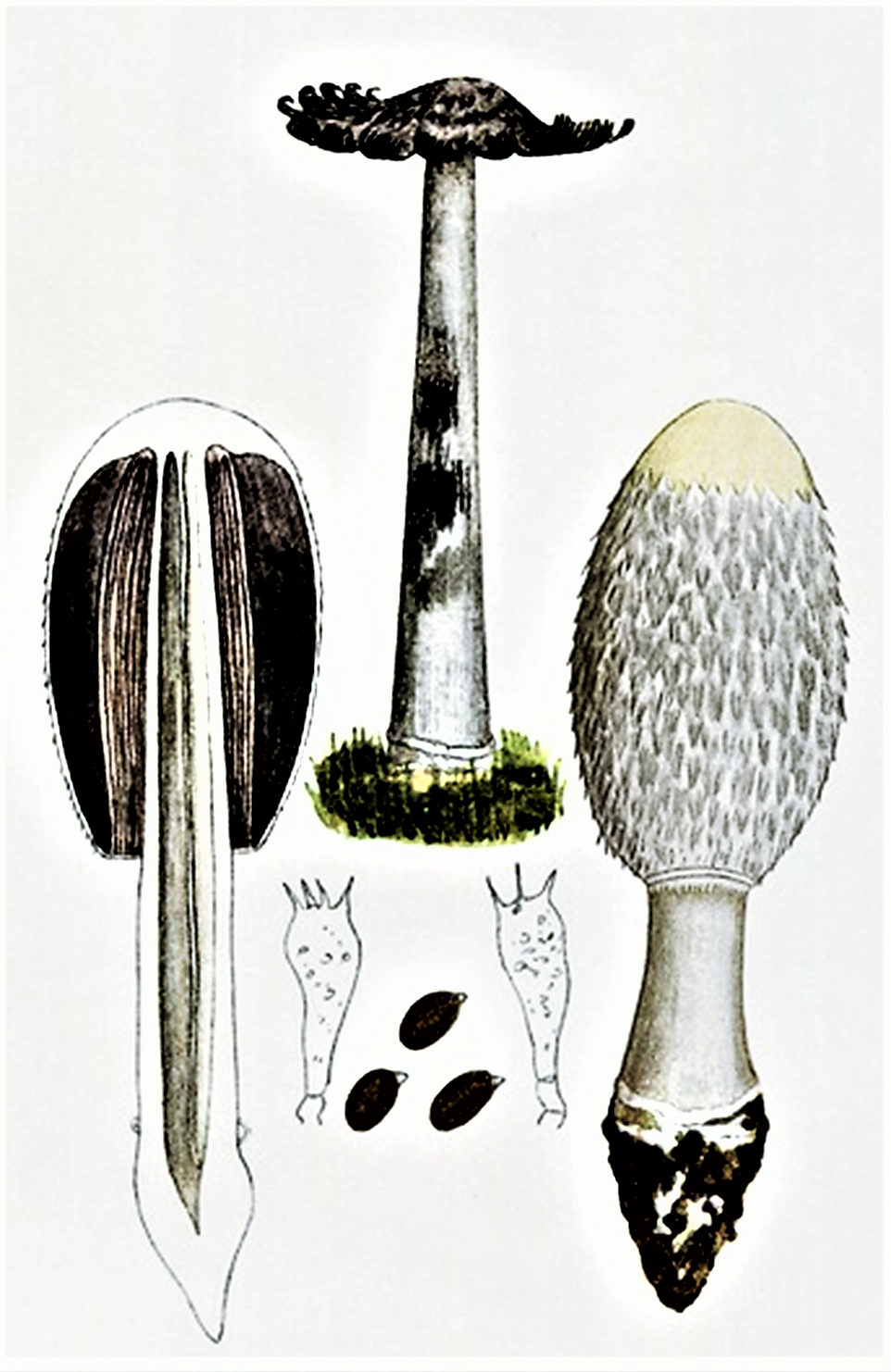
Bres.: Coprinus comatus

Cu excepția aici descrisului Coprinus comatus ciupercile al genului Coprinus/Coprinopsis pot provoca la un consum suplimentar de alcool o reacție de incompatibilitate, așa numitul sindrom coprinian. Cea mai cunoscută specie în această privință este Coprinus atramentarius sin. Coprinopsis atramentaria (burete de cerneală).

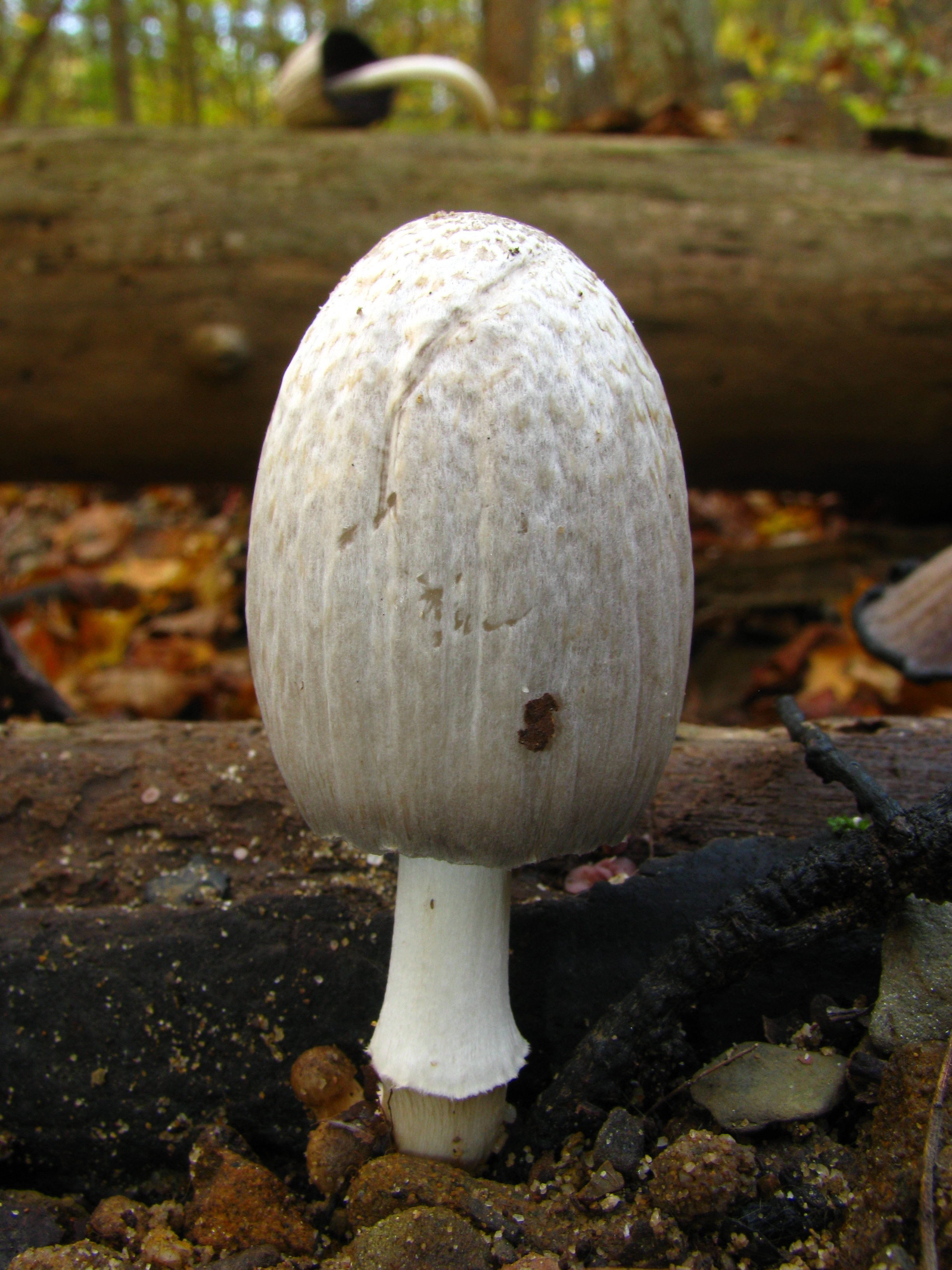
C. atramentaria, otrăvitor cu alcool

- Pălăria: are un diametru de 5-8 x 2-4 cm, este la început aproape cilindrică, apoi ia forma de clopot foarte ascuțit, deschizând-se o data cu maturitatea. Ciuperca are o margine striată fin, crăpată radial și ușor răsfrântă in sus. Cuticula este albă și acoperită de numeroși solzi zbârliți de ocru-deschis, care îi dau un aspect lânos.
- Lamelele: sunt foarte dese, subțiri, înalte, și neaderente la picior. Fiind albe la început, ele trec repede către roz apoi în negru. Odată cu maturitatea, lamelele buretelui se dizolvă pur și simplu, începând de la marginea pălăriei spre centru, transformându-se în numai puține ore într-o substanță neagră și gelatinos-lipicioasă care deține sporii. Acest proces se numește autoliză.
- Piciorul: are o înălțime de 8-15 (18) cm și o lățime de 1-2,5 cm, este relativ lung, cilindric, alb cu reflexe mătăsoase și găunos în interior. Baza sa bulboasa este înfășurată într-un fel de volvă subțire. Manșeta este membranoasă și foarte fragedă.
- Carnea: este albă, moale, foarte fragilă, cu miros și gust abia perceptibil. Ciuperca reacționează chimic, colorându-se pe suprafață în verde-albăstrui în urma reacției cu o tinctură de Guaiacum și în contact cu Sulfat de fier (II) în auriu. Imediat după cules piciorul trebuie rupt de la pălărie pentru a reduce viteza descompunerii.[5][6]
- Caracteristici microscopice: are spori elipsoidali, netezi, negri cu un por de germen mai deschis, având o mărime de 10-15 x 6-8,5 microni.
- Reacții chimice: Ciuperca reacționează chimic, colorându-se pe suprafață în verde-albăstrui în urma reacției cu o tinctură de Guaiacum și în contact cu Sulfat de fier (II) în auriu.[10]

Buretele este un inamic natural al nematodelor. El capturează viermii cilindrici cu organele sale de captură, constând din mici structuri sferice cu excrescențe spinoase, excretând o toxină care paralizează nematodele. Apoi, viermii sunt colonizați de miceliul ciupercii care îi digeră după câteva zile în întregime.

## Evoluția buretelui cu perucă

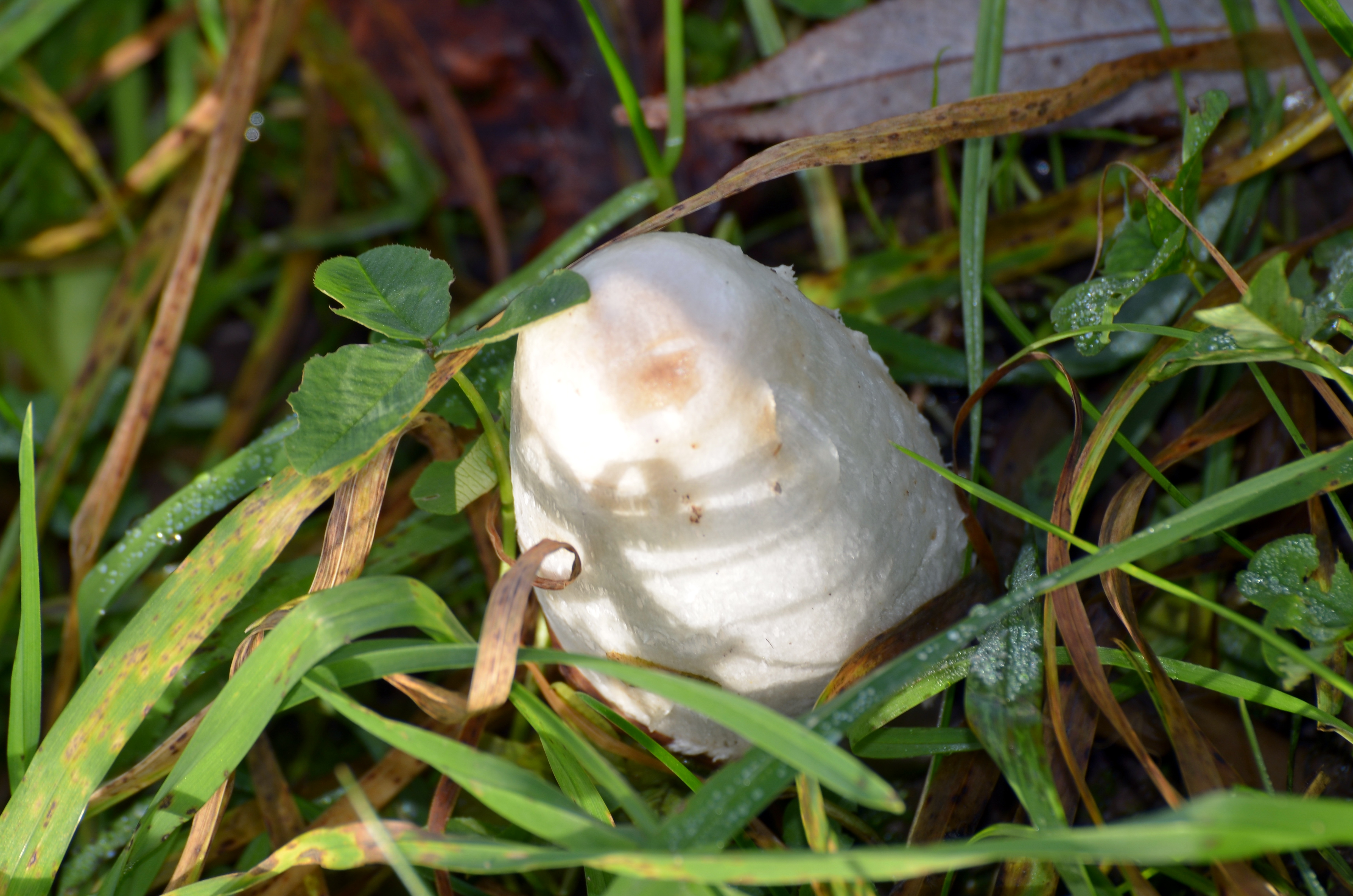
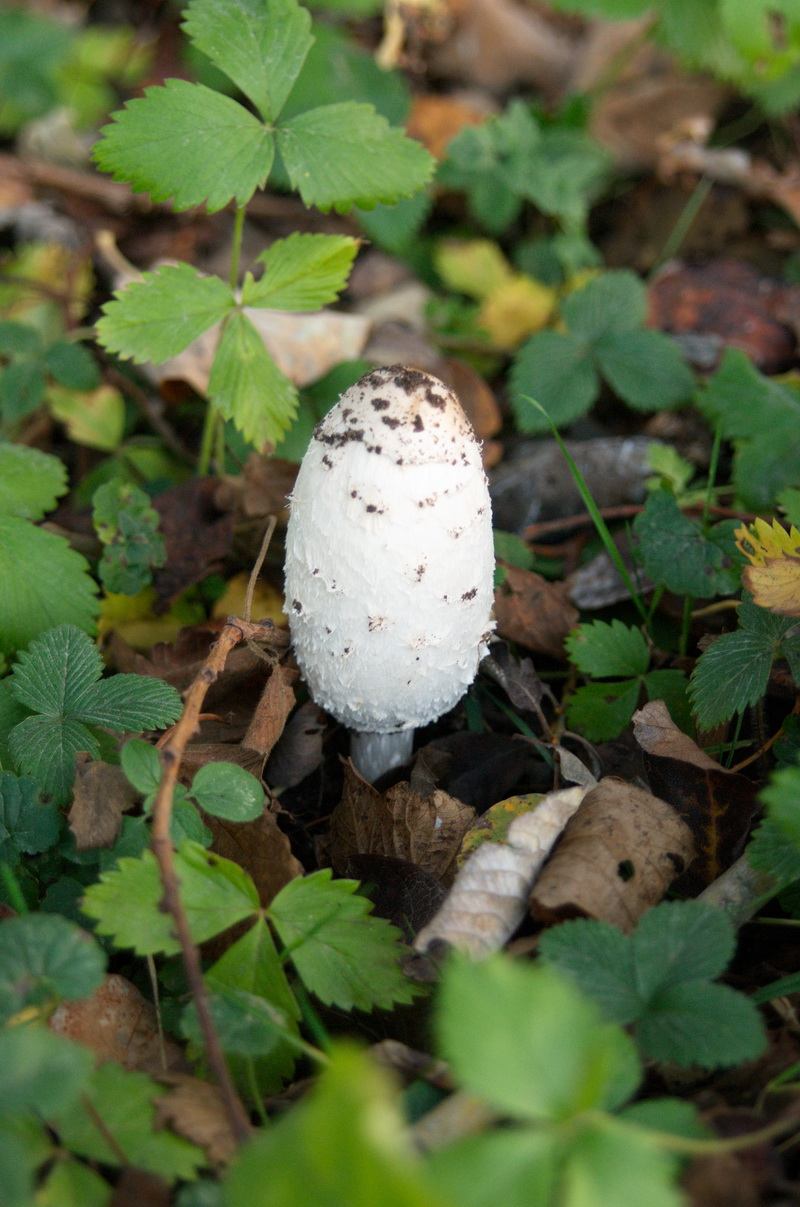
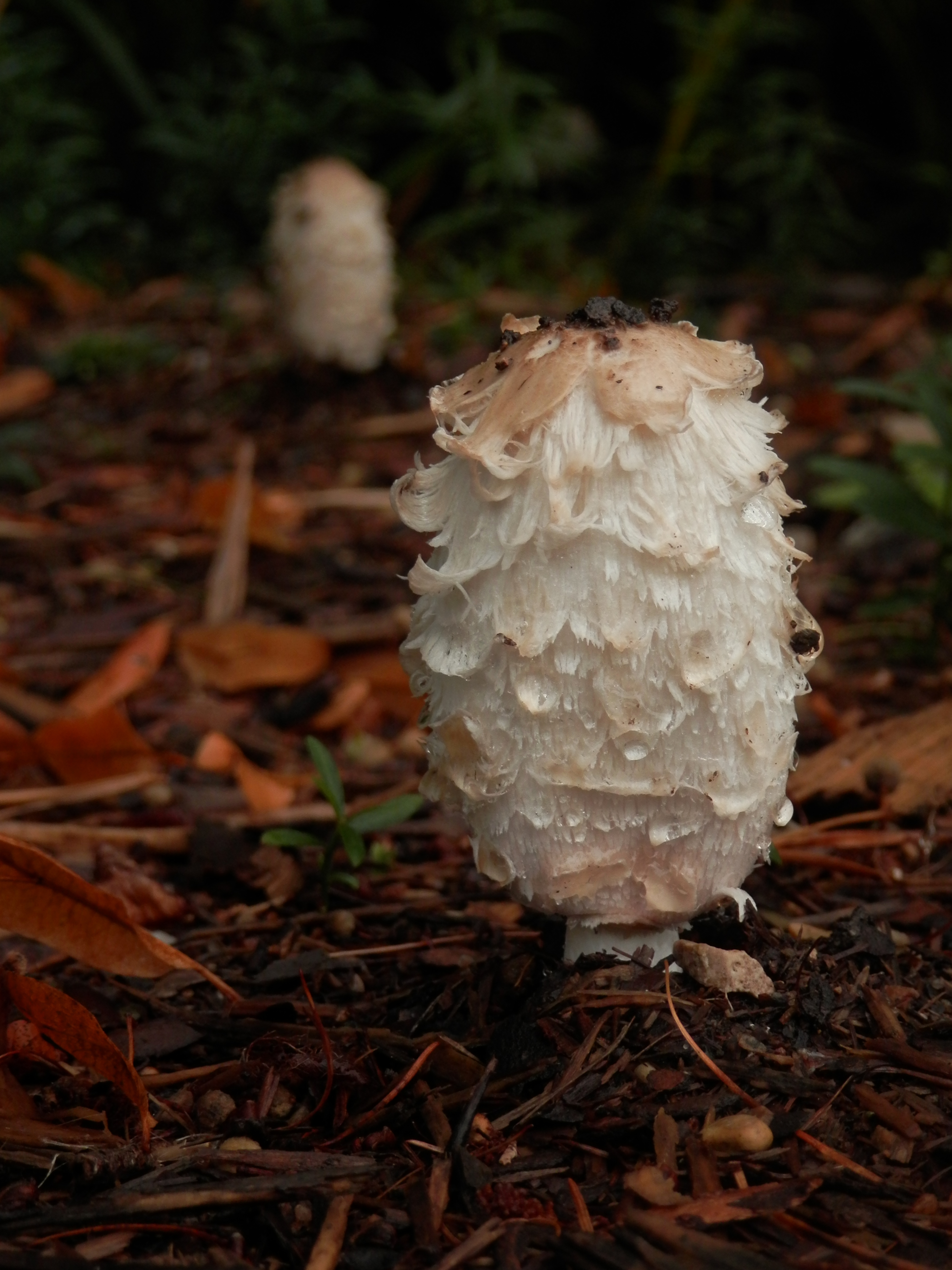
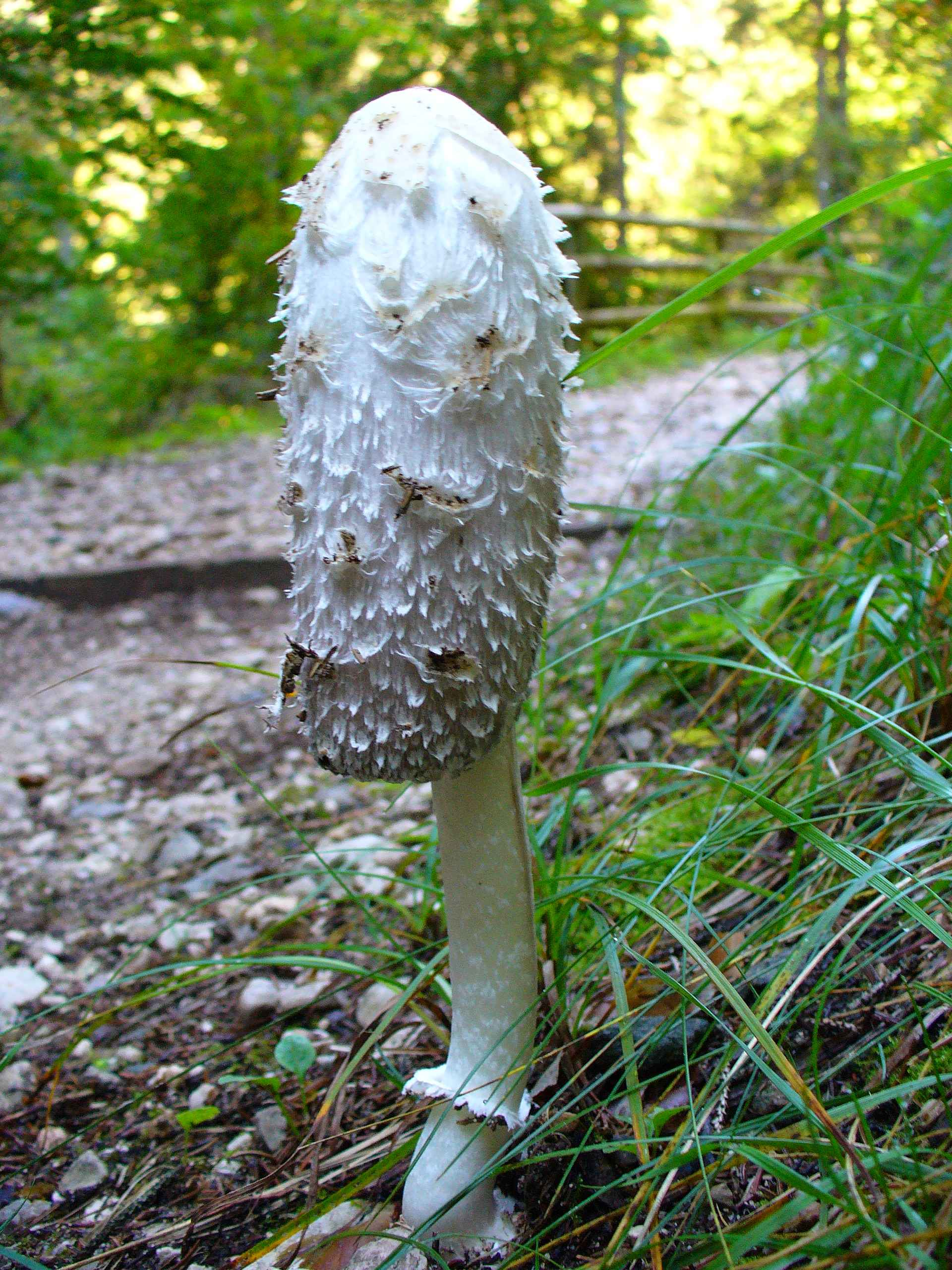
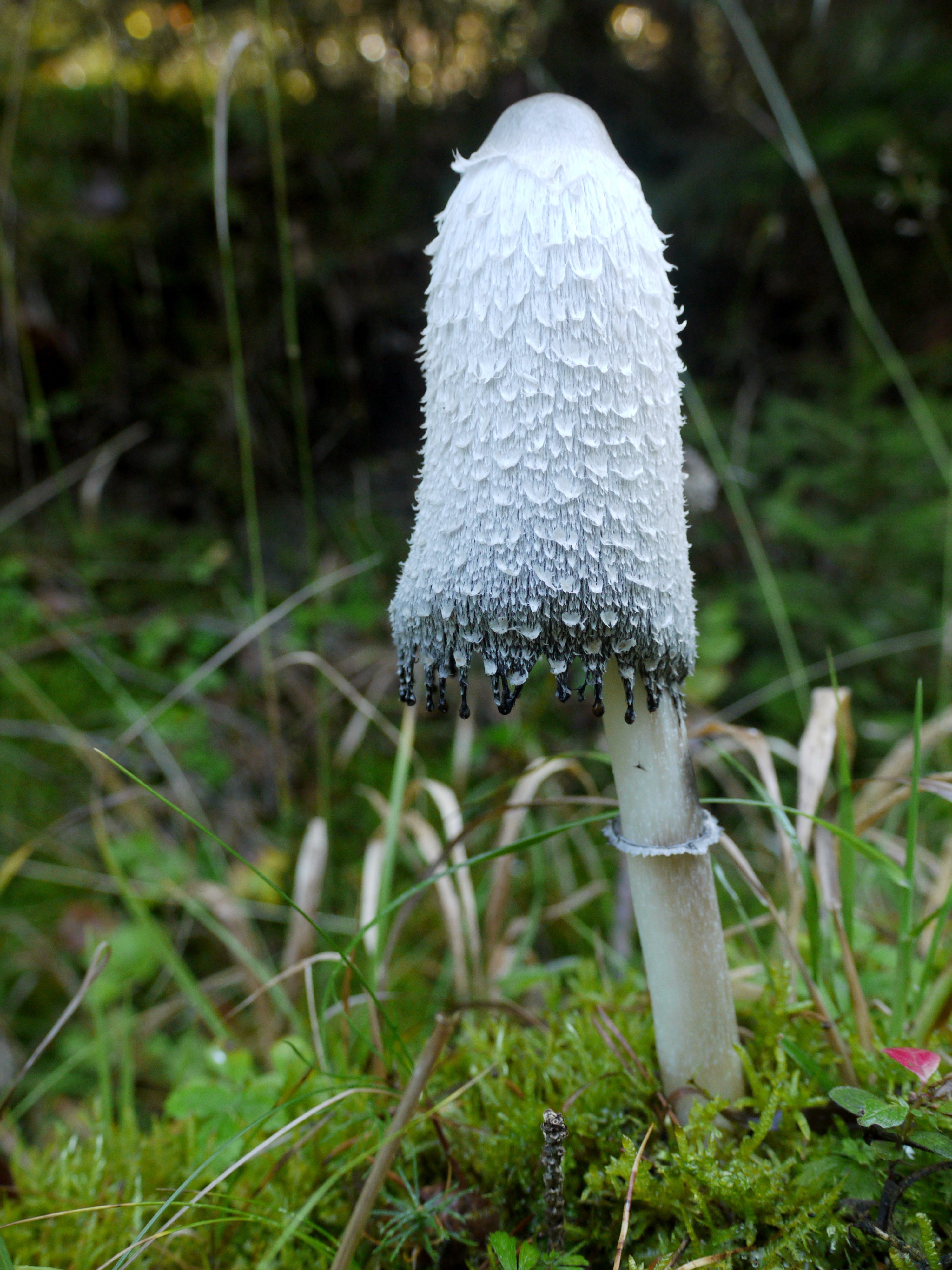
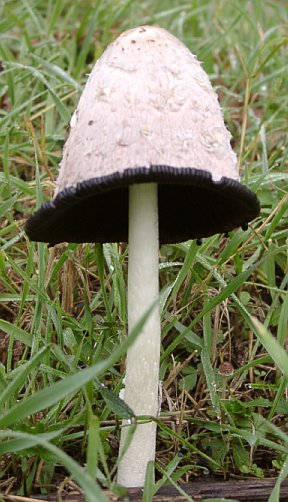
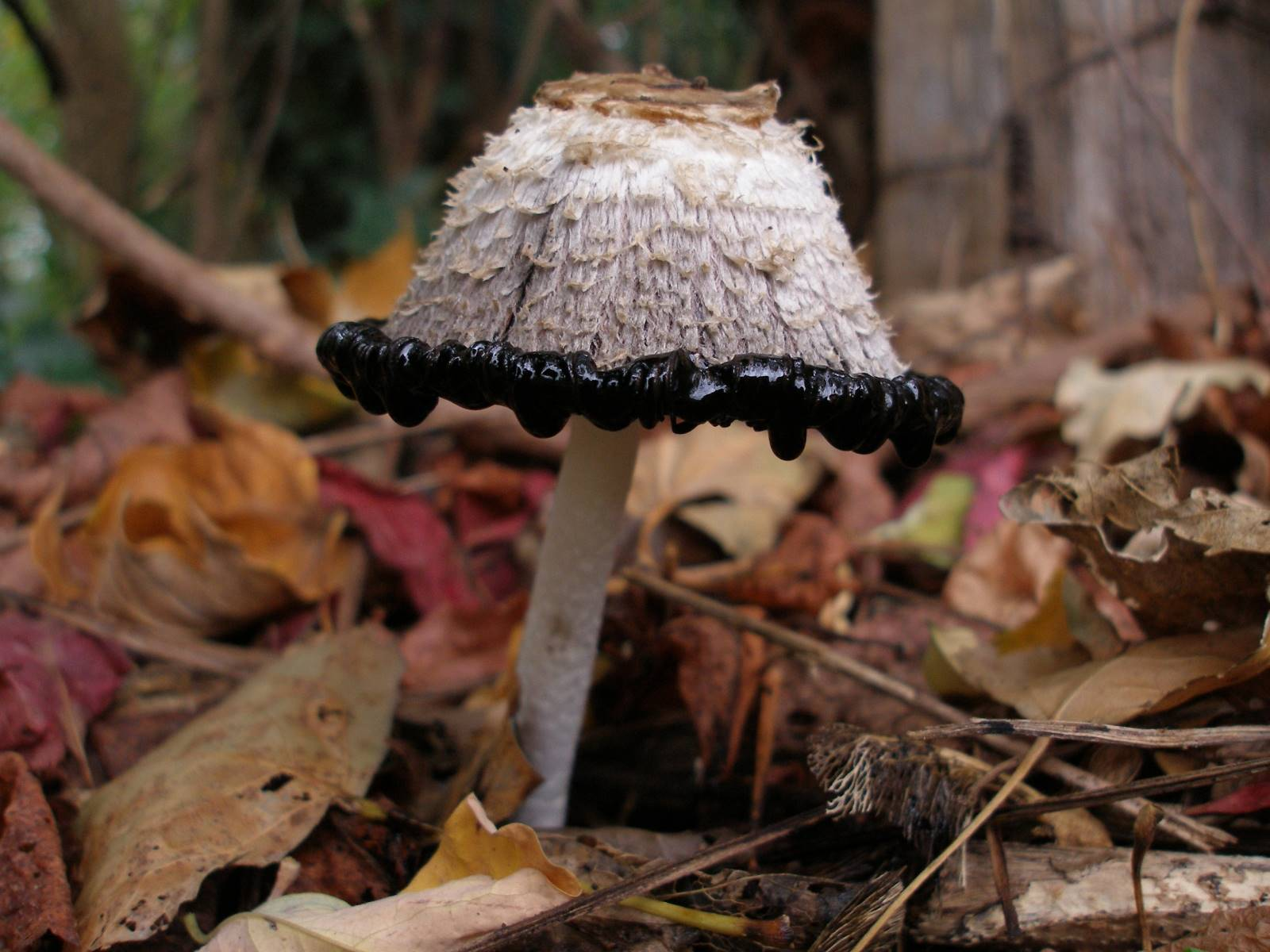
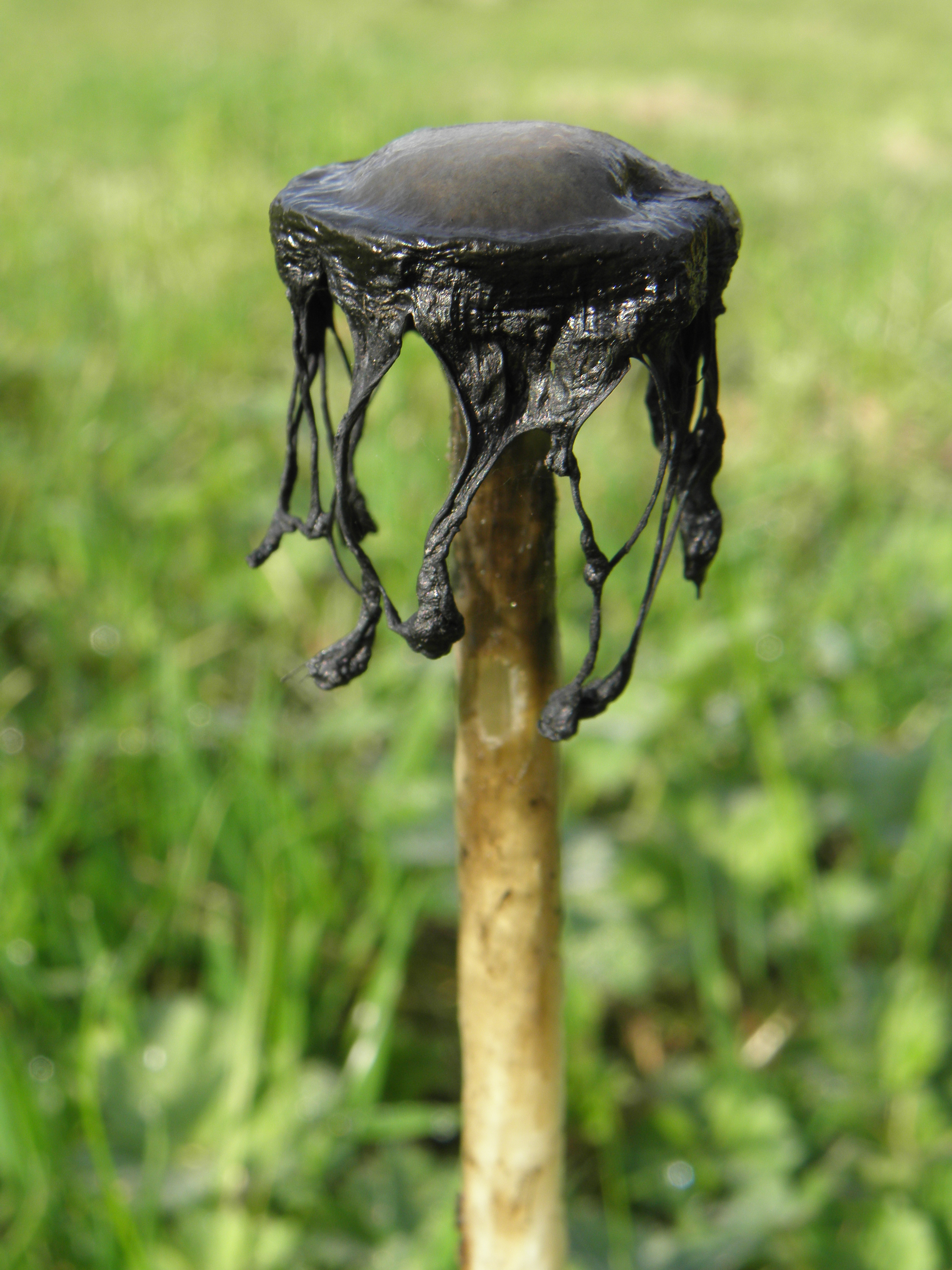

## Confuzii

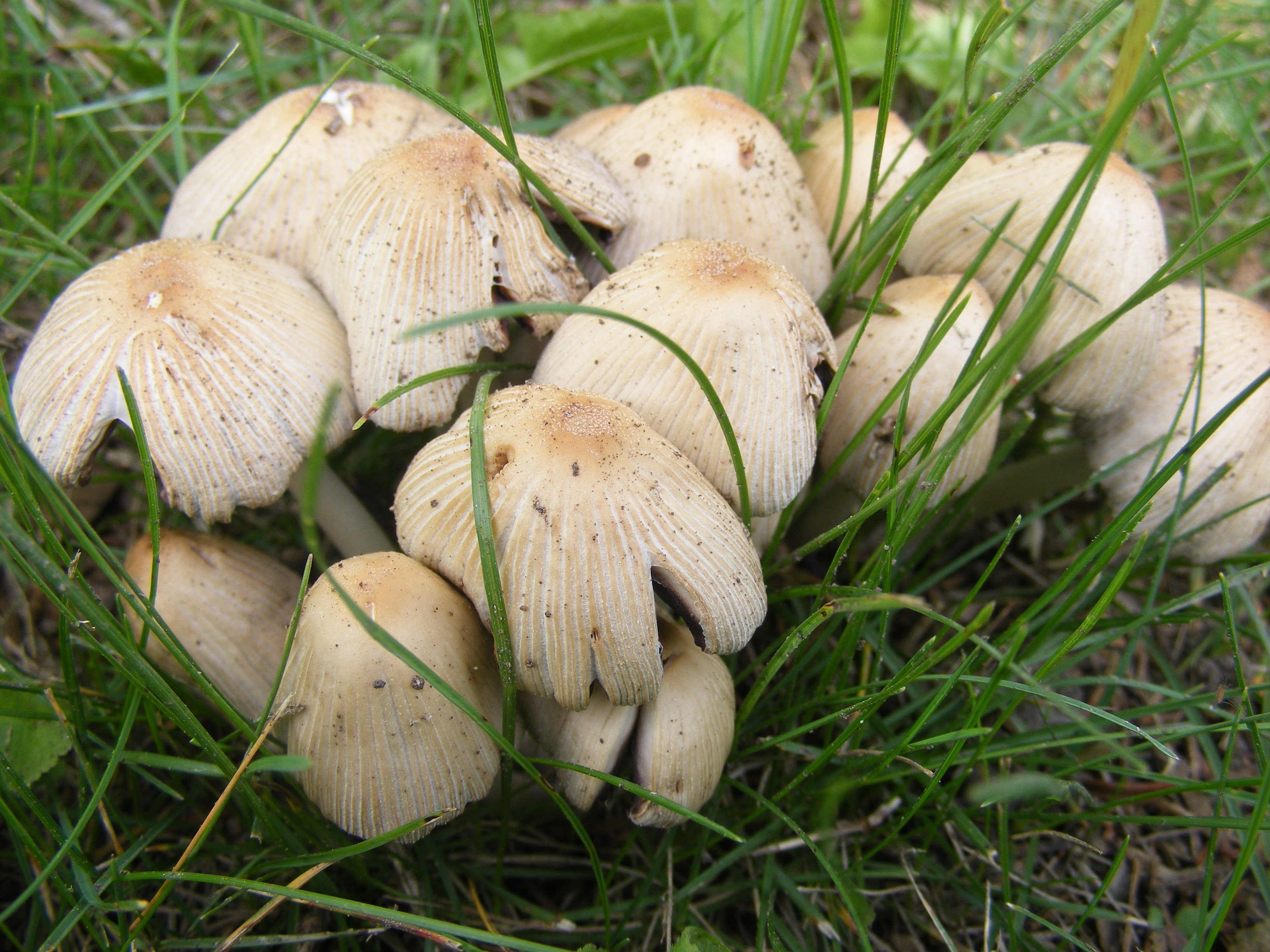
Coprinus micaceus, otrăvitor cu alcool

Acest burete poate fi confundat numai greu cu specii înrudite sau ale altor genuri datorită calităților sale. Prin mărimea precum cuticula sa frapantă, el se deosebește destul de mult.

## Componentele ciupercii

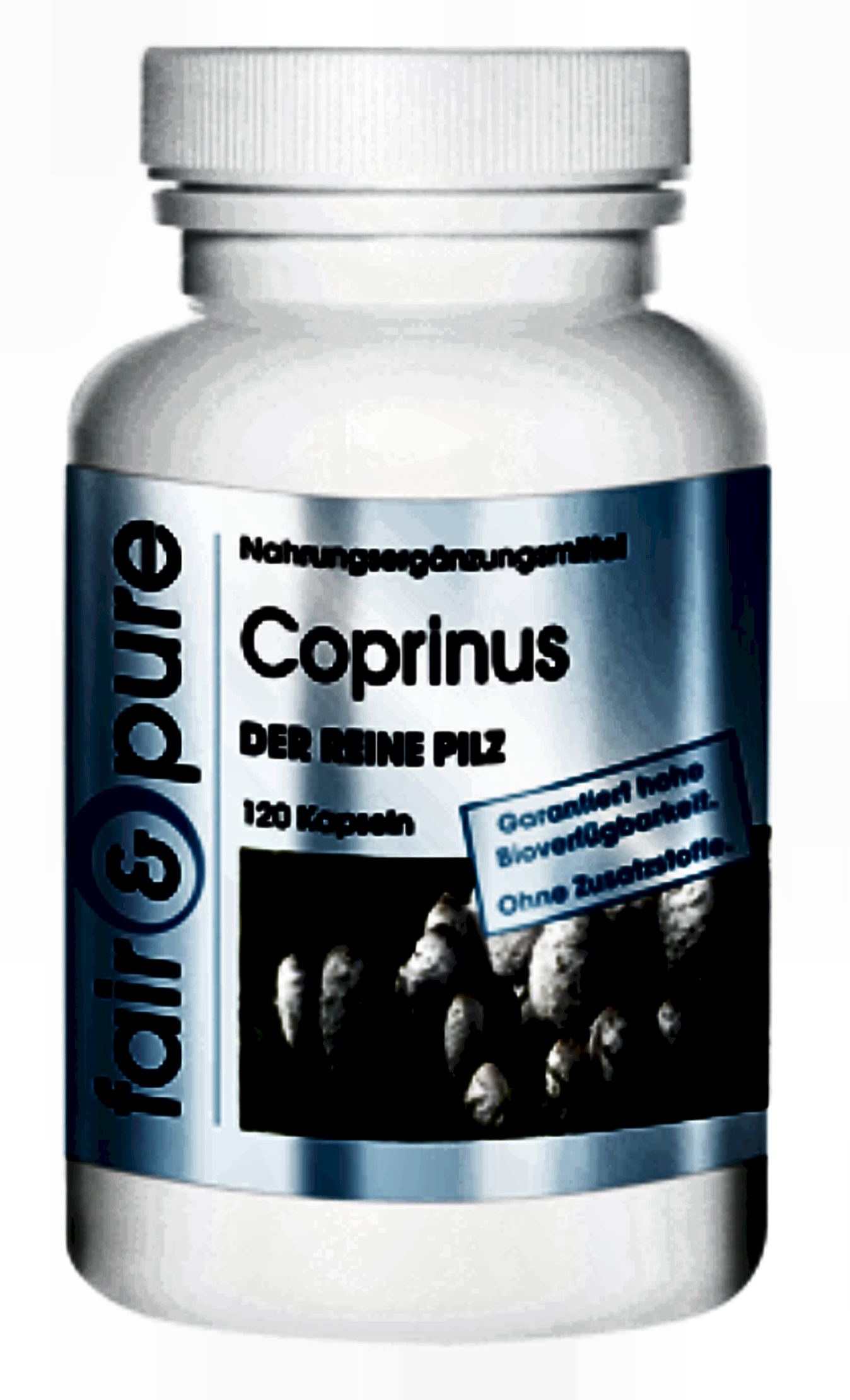
Drajeuri din Coprinus comatus

Coprinus comatus conține  o mulțime de proteine, minerale, oligoelemente și aminoacizi esențiali: El are în substanța uscată aproximativ 30 la sută de proteină brută în care se găsesc 20 de aminoacizi liberi care sunt esențiali pentru om. Buretele este deosebit de bogat în potasiu, având un conținut foarte scăzut de sodiu (relație 130: 1). Mai mult decât atât, găsim în el magneziu, fier, calciu, mangan, zinc și vanadiu. El este unul dintre puținele ciuperci, care conține de asemenea, vitamina C precum niacină (vitamina B3), tiamină (vitamina B1) și riboflavină (vitamina B2). Studii au arătat că Coprinus comatus are cea mai mare activitate de lectină între ciupercile alimentare și medicinale.

## Cultivare
Buretele cu perucă este cultivat în cantități mari numai pentru preparare de medicamente, anume pe compost fermentat de gunoi de cal, gunoi de pasăre, gunoi de porc, paie, etc. (Din această grupă fac parte ciuperci de strat alb, crem sau brun.) Aceste ciuperci trebuie cultivate la temperaturi diferite. Pe când de exemplu Agaricus bisporus se dezvoltă în regim de temperatură mai scăzută (12-16 grade C), iar Agaricus edulis nevoiește de temperaturi mai ridicate (22-26 grade C), Coprinus comatus necesită temperaturi de 15-20 grade C.

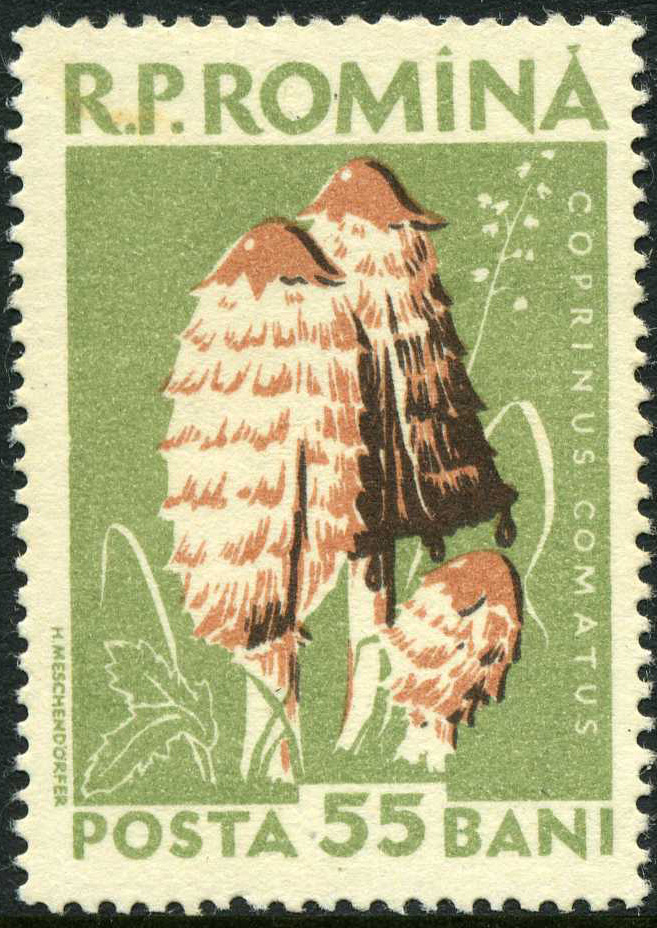
Poșta Română, 1958

## Valorificare

### Folosit în industrie (istoric)
În trecut, pe lângă uzul în alimentație, această ciupercă a fost apreciată și de către fabricanții de vopsea și cerneluri. Probabil și cernelurile folosite de exemplu de William Shakespeare au bazat pe un extras din aceste ciuperci.

### Folosit în bucătărie
Marele bucătar francez Jean-Baptiste Troigros a spus odată (1930), că ciupercile sale preferate, de care ar dorii să existe pe tot parcursul anului, ar fi șampinionul văratic, zbârciogul și buretele cu perucă.
Ciuperca este comestibilă și tânără gustoasă. Când lamelele devin roze, ciuperca se aruncă. Solzii trebuie curățați de pe ciupercă, pentru ca nu se pot digera.
Bureții sunt savuroși preparați ca supă, de asemenea în legătură cu legume fine sau adăugați la jumări de ou, omletă precum sufleu. De asemenea; ei sunt adesea oară folosiți pentru un foietaj cu șuncă sau într-o plăcintă (de exemplu „pe modul reginei”, cu carne de vițel sau pui, sparanghel și mazăre).

### Folosit în medicină
Buretele cu peruca este o ciupercă bine cunoscută în medicina populară, fiind utilizată în scopul scăderii glicemiei. Extractele obținute din această ciupercă contribuie în mod semnificativ la ameliorarea sindromului metabolic. Consumul buretelui a determinat în mod repetat ameliorarea simptomelor diabetului zaharat de tip I la copii. Administrarea părților uscate ale plantei la animalele de laborator (șoareci) a determinat scăderea glicemiei, respectiv ameliorarea toleranței la glucoza. Creșterea în greutate s-a oprit, chiar și în lipsa reducerii aportului energetic. Cu un conținut ridicat de nutrienți organici, cum ar fi vitaminele, enzimele și aminoacizii, Coprinus comatus preîntâmpină frângerii arterelor, prevenind astfel aterosclerozei.
Oamenii de știință chinezi au dovedit o inhibare a creșterii de tumori malignii ale țesutului conjunctiv și de sprijin în experimente. Mai departe, ei recomand consumul pentru stimularea digestiei și la tratamentul hemoroizilor.
Extractul este vândut ca supliment alimentar cu conținut în pulbere.